# 桶狹間之戰
桶狹間之戰（日语：桶狭間の戦い）是一場发生於1560年（日本永祿三年）战国时代日本的战役。
東海道大名今川義元親自率軍攻入尾張國境內，在桶狭间（今愛知縣名古屋市一帶）遭織田信長領軍奇襲本陣陣亡。戰後，原本稱霸東海道的今川氏從此沒落，而獲勝的織田信長則在中日本和近畿地方迅速擴張勢力，奠定其日後掌握日本中央政權的權力基礎。

## 背景
今川氏與織田氏的矛盾由來已久，尾張下四郡守護代家臣，被喻為「尾張之虎」的織田信秀，與兼任駿河、遠江兩國（今靜岡縣大部）守護的今川家，為爭奪三河、尾張兩國（相當於今愛知縣）境內的利益，經歷了多次衝突。在兩次小豆坂之戰後，有「東海道第一弓」之稱的今川義元親率大軍攻入位處今川家領地和尾張之間的三河國，不但迫使織田軍撤出三河國境，還在织田信秀病故后招揽了鸣海城的山口教继。在山口教继的帮助下，今川义元成功夺取了尾張國南部的鳴海、大高（均位於今名古屋市綠區）、沓掛（豐明市沓掛町）諸城。
1552年（天文廿一年），織田信秀猝死，由嫡子信長繼任家督；由於部分家臣對信長繼位有所不滿，織田家內部出現裂痕。那年秋天，今川義元唆使鳴海城的山口教繼父子反叛織田信長，並引今川軍進入鳴海城，令知多郡歸屬今川氏領下。山口教繼在愛知郡內築笠寺砦，由今川方岡部元信、葛山長嘉、淺井小四郎、飯尾豐前守、三浦義就負責守備。山口教繼將鳴海城交給兒子守備，自己駐留笠寺砦附近的中村砦。不久，今川氏大將太原雪齋率兵攻入安祥城，俘虜了信長的異母兄信廣，用來交換已故岡崎城主松平廣忠的嫡男、先前遭織田家挾持的「竹千代」（即後來的松平元信／松平元康／德川家康）。
今川義元於1554年（天文廿三年）和甲斐國（今山梨縣）守護武田晴信，以及相模國（約當今神奈川縣）小田原城主北條氏康組成「甲駿相三國同盟」，斷絕了領國北面和東面的後顧之憂，開始積極籌劃向西進軍。1557年，今川義元讓出國主地位給嫡子今川氏真，不過仍在幕後掌控實權。
織田信長於1559年（永祿二年）基本統一了尾張國；為了對抗今川軍，便在離鳴海城20町的丹下（守備為水野忠光、山口海老丞、柘植玄蕃頭、真木與十郎、宗十郎、伴十左衛門尉）、丹下以東的善照寺（守備為佐久間信盛與其弟佐久間信辰）、南中島的小村（守備為梶川高秀）、黑末川對岸的丸根山（守備為佐久間盛重）及鷲津山（守備為織田秀敏與飯尾定宗父子）築砦，又陸續在大高城附近築起丸根砦、鷲津砦，再將鳴海城和沓掛城之間的聯繫切斷，進一步孤立今川軍前線諸城通路及糧道。然而在此之前，1556年，信長岳父——美濃國（今岐阜縣南部）齋藤道三在與嫡長子義龍的內鬥中被殺，使信長在當時面對今川氏的擴張失去一大後盾。

## 今川出兵原因及兵力諸說
1560年（永祿三年）五月，今川義元大舉入侵尾張；受限於史料，無法確定今川軍此番出兵的戰略意圖，但主要有為上洛爭奪「天下」霸權，以及純為攻略尾張領地等兩類說法。上洛假說原為江戸時代後期以來一般流行的通說，現代許多歷史學研究則就後勤補給等實務面的可行性提出質疑；各種新提出的假說，包含了為奪回原尾張守護今川仲秋的舊領地，以及為救援鳴海城等。
據史料記載推測，今川義元應做了全面動員，《道家祖看记》认为是六万余人。《繪本太閤記》写作五万余人。《信長公記》、《三河记》、《织田真记》认为是四万五千人。《德川實紀》《武德編年集成》《總見記》《续本朝通鉴》等认为有四万多人。《家忠日记》、《老人杂话》、《武家事纪》、《德川盛隆记》、《武德大成记》认为是四万人。《武功夜話》中是三万人有余。小瀨甫庵《信長記》中说是数万騎。《北条五代记》认为有二万五千人。《甲陽軍鑑》中说是二万余人。《足利季世记》认为是一万余人。另外，帝国陸軍参謀本部編纂《日本戰史桶狹間役》认为是二万五千人。
根据庆长乡帐，今川家的領地駿河、遠江、三河，三國的石高为七十八萬石，因此今川家可动员兵力，预估为两万人到三万人之间。同样据庆长乡帐记载，尾張國石高为四十八萬石（但需要注意，1586年木曾川洪水改道后，一部分尾张地盘被划到美浓。），可動員的全部兵力據推估在14,000人上下，甚至也有更高的推測值，約有17,000人上下。不过，桶狭间之战时的信长未能掌控整个尾张，并且平定岩仓织田不久，对北尾张掌控力有限。因此，信长的参战兵力通常被认为在两千到四千人之间。

## 戰鬥經過

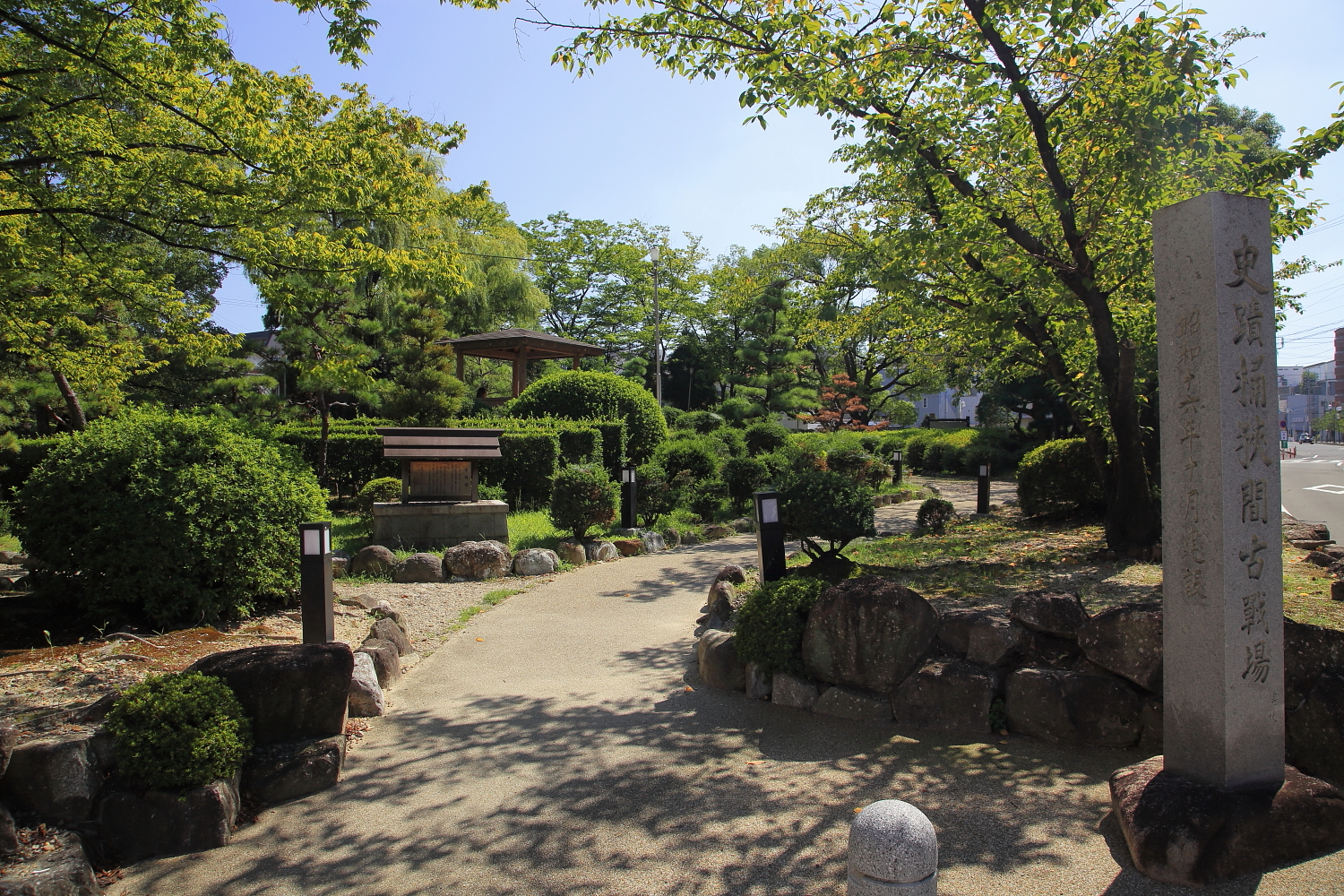
史蹟桶狹間古戰場

1560年（永祿3年）5月12日，今川義元先在駿河召開誓師儀式，然後兵分兩路沿東海道向三河、尾張進發，先鋒到沓掛川。13日，今川義元本隊到沓掛川，先鋒到達池田。14日，今川義元本隊到達引馬城，先鋒到達赤坂。15日，今川義元本隊到達吉田，先鋒到達御油。16日，今川義元本隊到達岡崎城，先鋒到達池鯉鮒（後來的知立市）；今川義元留下5,000兵力駐守岡崎城，其餘部隊攻入守軍不足400人的沓掛城。
17日，今川義元本隊到達池鯉鮒，後進入沓掛城，先鋒越過境川，進入尾張境內。18日，今川方松平元康〈後稱德川家康〉和朝比奈泰朝開始對包围大高城的丸根砦和鹫津砦發起攻擊；由于織田方守軍不足千人，一天内就被攻陷。解除围困后，今川方松平元康率軍運糧入大高城。当天晚上，信長與家老、臣下進行軍事會議，眾將大多主張堅守清洲城。據《信長公記》記載，信長當時只與重臣閒聊家常，最後只以：「夜深了，請各自退下。」一語結論。
19日，黎明之时，鹫津、丸根受袭的战报接连不断传来。这时候，信长舞了敦盛之舞。唱罢“人间五十年，与下天之内相较，有如梦幻。一生享尽，岂有不灭之理”，他下令：“吹响螺号，备好甲胄”。他穿上铠甲，站着吃了饭，戴上头盔，就此出阵。此时有一众小姓随他同行：岩室重休、长谷川桥介、佐胁良之、山口飞騨守、贺藤弥三郎。
主从六骑人马一气行了三里到达热田神宫，辰时，在源大夫殿宫前向东眺望，见到鹫津、丸根似已陷落，正飘着烟。这时有六骑人马、约二百杂兵。沿海岸进军接近敌人的路程较短，但由于满潮，马无法通行，姑且只得从热田走内陆，先至丹下砦，又到善照寺砦。佐久间信盛、信辰在砦前架阵，信长在此整兵并做了准备，把握了战况。 敌方今川义元，率兵四万五千（一说两万五千人），憩于桶狭间山。
現代沒有「桶狹間山」這座山名，後人推測應該是沓掛城與大高城之間的中央點，該處有座標高六十四公尺的丘陵，離織田軍中島砦僅有三公里。

### 織田軍的奇襲
信长到达善照寺砦后，佐佐政次与千秋四郎二人带兵三百主动攻击义元。因兵力劣势，千秋四郎、佐佐政次以及五十骑人马战死。信长得知此事后便决定移至中岛，但遭到家老们极力反对。家老们认为，通往中岛的道路极其狭窄，一旦被今川军袭击，将会非常危险。信长不听，率军移至中岛。此时，信长所率军队不满两千。
移至中岛后，信长又决定出兵与义元交战，遭到家臣反对。信长不听，率军向桶狭间山进发。行军至山际时，突然下起大雨，并伴有大风，就连二、三人才能合抱的楠木也在雨中向东倾倒。天空放晴后，信长下令攻击桶狭间山上的今川军。今川军溃败，义元也抛下涂漆轿舆逃跑，但被织田军追上。今川势用了三百骑将义元包裹起来。信长也跳下战马，率领织田军与今川军交战。数次交锋后，义元身边的亲兵仅剩五十余人。此时，服部一忠袭击义元，被击中膝部而倒下。毛利良胜则趁此时攻击义元，成功取得其首级。今川義元戰死、今川軍因而敗退。此战，今川军阵亡三千余人。
關於信長直搗今川軍旗本的具體過程，有以下兩種主要說法：
迂迴奇襲說（史料《甫庵信長記》、《武功夜話》）：信長在善照寺砦時，接收到簗田政綱的情報，指今川義元正要從沓掛城前往大高城。於是信長決定在雨中迂迴地從太子根山向桶狹間奇襲，最後斬獲今川義元首級。不過近代考據義元並非駐紮於山谷間。此說法已經逐漸沒落。
正面襲擊說（史料《信長公記》）：此說法認為信長其實是正面朝向桶狹間山的今川軍進軍。信長認為敵軍運糧進大高城，又與我方兩處堡壘苦戰，應已疲憊不堪。當織田軍前進至山腳時，桶狹間一帶突然變天，降下驟雨冰雹，織田軍伺機前進至今川軍附近，等天氣放晴之後趁今川軍不意之際突然出現，開始展開突擊。
此战从总体上看为两千以上的织田军击败二万五千人的今川军，而从局部来看，则是近两千人织田军击败驻扎在山上的五六千人今川本队。可以说，桶狭间之战是毫无疑问的以少胜多的战役。

### 今川義元之死
今川義元的死亡經過有兩種記述：

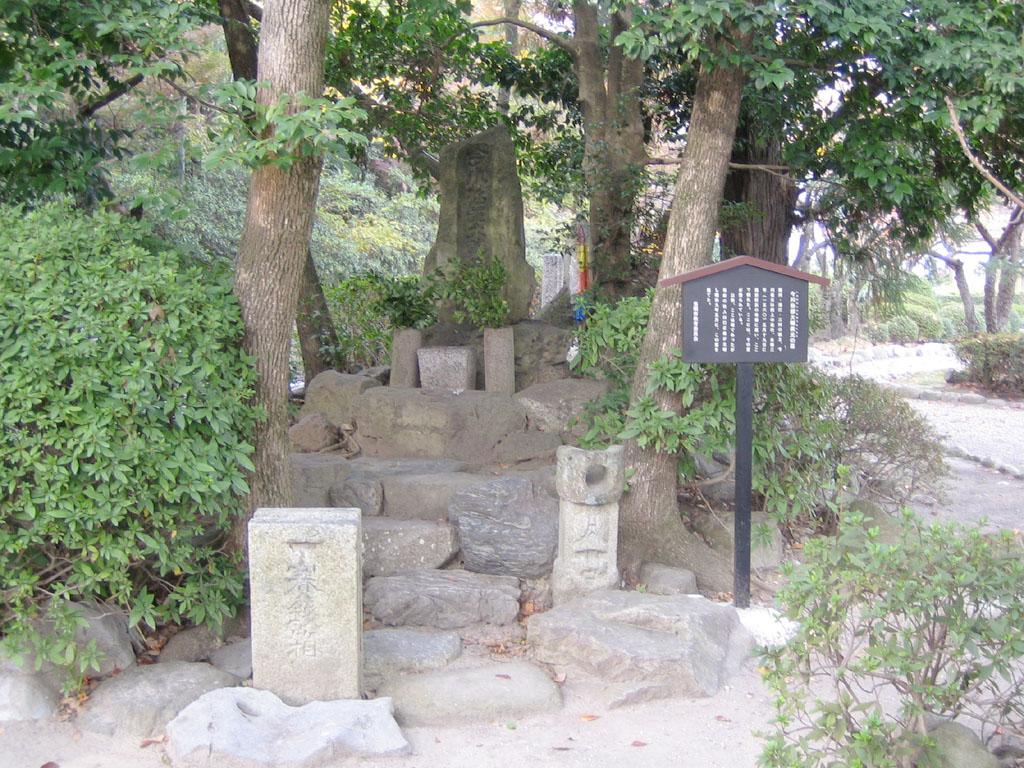
今川義元之墓，於愛知縣豐明市，戰場遺址旁。

《信長公記》中記載：信長的侍騎護衛隊（馬迴眾）中之一員服部一忠對上今川義元，用長矛刺向義元，但遭義元反擊，被砍傷膝蓋因而右膝負傷。兩軍主將護衛隊趁亂格鬥，織田信長貼身護衛隊新人毛利新助也加入混戰，竟然斬殺了義元。大將突然殞命，今川軍陣腳大亂，織田軍士氣大振，此役以大勝告終。
《改正三河後風土記》則記載毛利新助得以斬殺今川義元純屬偶然，混戰中今川義元還咬斷了毛利新助的左手手指。此時日本仍然實行類似中國戰國時代秦國的首級論功治；換言之想要升官希望領賞立下威名的官兵必須用敵人的首級來交換。信長在突擊前下達取消首級制，被認為是一開始就瞄準了敵方大將今川義元之首級。
拂曉的時候信長在桶狹間接受毛利新助呈貢的今川義元首級後，便率軍回到了清洲城。等到今川義元的腦袋被展示在清洲城之後，義元的叔父蒲原氏政、外甥久能氏忠、妹婿淺井政敏三人亦遭處決。三浦左馬介義就、庵原美作守元政、吉田武藏守氏好、葛山播磨守長嘉、葛山安房守元清、江尻民部少輔親良、伊豆權守元利、岡部甲斐守長定、藤枝伊賀守氏秋、朝比奈主計介秀詮等人也因為這場戰役而殞命。
位在鳴海城的岡部元信本欲死守不棄，但勢已至此，遂修書通告信長，以自己撤出鳴海城為條件，交涉請求交換將義元的首級賜回帶到駿河安葬。信長在清洲城南方二公里街道旁造了義元塚，執行千僧誦經法會，隆重超渡祭祀。
5月23日，今川軍撤回駿府；松平元康則趁機佔據其本家居城岡崎城，擺脫今川家的支配。
此後，松平元康切斷與今川家的所有關係，並與兒時玩伴織田信長結為同盟。數年後改姓名為「德川家康」（織田家在江戶幕府時期代代仍是旗本之一）。

## 影響
此役之後，今川氏迅速衰亡；而少年期被人蔑稱「尾張的大傻瓜（日语：尾張の大うつけ）」的織田信長則一戰成名，從此展開對美濃等鄰國的侵攻，進而稱霸近畿地方，在中日本、西日本很大範圍內終結了戰國時代「群雄割據」的局面。織田信長的霸業，成為了後來豐臣秀吉統一日本的基礎。
此外，松平元康（後來改名為德川家康）脫離了今川氏的支配獨立，進而與信長締結左右了日本歷史走向的「清洲同盟」，最終得以躋身安土桃山時代日本中央政權的核心。

## 逸話

### 翻版
- 九州方面島津家與伊東家爆發木崎原之戰，大敗伊東家。
- 九州方面龍造寺家與大友家爆發今山之戰，大敗大友家。
- 中國方面毛利家與安藝武田家爆發有田中井手之戰，大敗安藝武田家。

### 幸若舞《敦盛》
據《信長公記》所述，永祿三年五月十九日出陣前，信長獨自跳了幸若舞《敦盛》（而非能劇《敦盛》）。但田宮篤輝根據山澄英龍《桶狭間合戦記》、《信長公記》以及相關史料考察所著的《新編桶狭間合戦記》所記載卻是出陣前夜的行前宴中在家臣前跳的幸若舞《敦盛》。

幸若舞《敦盛》原文與中譯如下：
思へばこの世は常の住み家にあらず (人生須臾　剎那生起　生已即滅)

草葉に置く白露、水に宿る月よりなほあやし (猶如　白露寄於葉　新月宿於水)

金谷に花を詠じ、榮花は先立つて無常の風に誘はるる (詠嘆京花舞謝　沉醉於無常之風　散盡萬般榮華)

南楼の月を弄ぶ輩も　月に先立つて有為の雲にかくれり (遊賞樓月隱現　靜待於浮雲之間　退去一切凡俗)

人間五十年、化天のうちを比ぶれば、夢幻の如くなり (人生五十年　與化天相比　瞬如夢幻)

一度生を享け、滅せぬもののあるべきか (既享有此生　豈得不滅乎)
據《信長公記》所述，信長跳的是其中一段，且化天變成下天(四天王天)：
人間五十年、下天のうちを比ぶれば、夢幻の如くなり

一度生を享け、滅せぬもののあるべきか
目前戰國研究學者並未提出此變更的原著者以及歷史脈絡，而是提出通俗的解釋：可能由於戰國時期武將平均壽命都在50歲左右，下天一晝夜對應人間五十年較符合當時的情況而做的改動。

## 註腳
1. ↑  小和田哲男著，『戦史ドキュメント　桶狭間の戦い』，学研ホールディングス《学研M文庫》（2000年，ISBN 4059010014），頁216。
2. ↑  「尾張の虎」的『織田信長』，織田信秀天文十三年（1544）、美濃稻葉山侵攻失敗，天文十七年（1548）三河小豆坂之戰失敗、天文十八年（1549）三河安城城被攻落、同年美濃大垣城再被攻落、作為尾張之虎?
3. ↑  三河松平氏在廣忠之父清康死後，勢力衰落，成為今川、織田兩強爭奪三河國支配權的對象主要；得到年幼的「竹千代」做為號召，以控制松平氏的安祥、岡崎二城，使今川氏在與織田氏的三河爭奪戰中佔得了上風。
4. ↑  上洛的假說出自幕末栗原信充編纂的『重修真書太閤記』
5. ↑  .   [2010-02-22]. （原始内容存档于2005-01-27）.
6. 1 2 3 4 5  太田牛一. . : 卷首 桶狭間の合戦.
7. ↑  由於此役織田信長出人意料、以寡擊眾的戰績，桶狹間之戰乃與1546年的河越城之戰及1555年的嚴島之戰並稱日本戰國「三大奇襲」。
8. ↑  本段全文引述自《貞元年間 卷（一) 廿卅隨筆》【史.織田信長之《敦盛》】一文, ISBN 978-986-979-390-2 (PDF)。
9. ↑  本段全文引述自《貞元年間 卷（一) 廿卅隨筆》【史.織田信長之《敦盛》】一文, ISBN 978-986-979-390-2 (PDF （页面存档备份，存于）)。